# 303 (numero)
Trecentotré (303) è il numero naturale dopo il 302 e prima del 304.

## Armi da fuoco
- Il .303 British è un calibro da fucile e il termine "303" è talvolta utilizzato per indicare i fucili Lee-Enfield camerati per tale calibro.

## Proprietà matematiche
- È un numero dispari.
- È un numero composto con 4 divisori: 1, 3, 101, 303. Poiché la somma dei suoi divisori (escluso il numero stesso) è 105 < 303, è un numero difettivo.
- È un numero semiprimo.
- È un numero palindromo nel sistema numerico decimale.
- È parte delle terne pitagoriche (303, 404, 505), (303, 5096, 5105), (303, 15300, 15303), (303, 45904, 45905).
- È un numero fortunato.
- È un numero congruente.

## Astronomia
- 303P/NEAT è una cometa periodica del sistema solare.
- 303 Josephina è un asteroide della fascia principale del sistema solare.

## Astronautica
- Cosmos 303 è un satellite artificiale russo.